# Lajos Hevesi

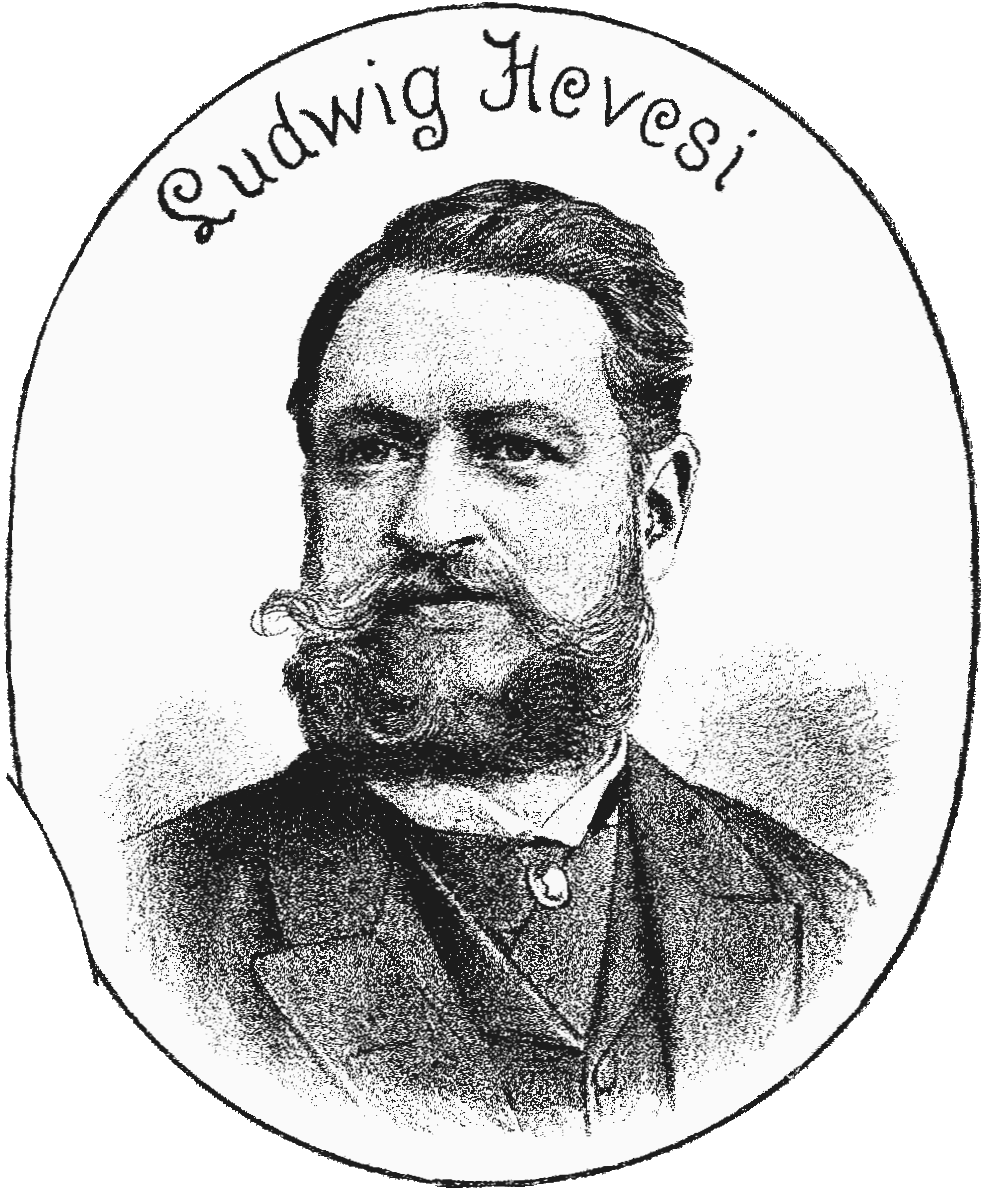
Ludwig Hevesi (1843-1910)

Lajos Hevesi, německy Ludwig Hevesi, vlastním jménem Lajos Lőwy (20. prosince 1843, Heves – 17. nebo 27. února 1910, Vídeň) byl maďarský a rakouský novinář a spisovatel židovského původu.

## Život
Studoval medicínu a klasickou filologii v Budapešti a ve Vídni, ale studia nedokončil, protože se začal aktivně věnovat novinařině a psaní knih, od roku 1872 pod pseudonymem Hevesi podle svého rodiště. Svá díla psal maďarsky i německy.
Od roku 1866 redigoval budapešťský německý deník Pester Lloyd a přispíval humoristickými fejetony do Breslauer Zeitung. V letech 1871–1874 vydával časopis pro mládež Kleine Leute. Roku 1875 se usadil ve Vídni, pracoval jako zástupce šéfredaktora deníku Fremden-Blatt, věnoval se hlavně divadelním recenzím a další umělecké kritice a stal se jedním z nejvýznamnějších uměleckých kritiků v posledních desetiletích existence Rakouska-Uherska. Roku 1910 spáchal ve svém vídeňském bytě sebevraždu.
Je autorem cestopisů, monografií, esejů, povídek a jednoho románu. Ve spolupráci s několika přáteli založil maďarský humoristický list Borsszem Janko, který se brzy stal velice populární.

## Z díla
- A kereskedelmi levelezésnek kézikönyve (1864, Příručka komerční korespondence).
- Jelky András bajai fiú rendkívüli kalandjai ötödfél világrészben (1872, Dobrodružství Andráse Jelkyho), historický dobrodružný román o životních osudech maďarského dobrodruha a cestovatele. Roku 1875 vydal autor definitivní verzi románu německy pod názvem Des Schneidergesellen Andreas Jelky Abenteuer in vier Welttheilen.
- Budapest und seine Umgebung (1873, Budapešť a její okolí).
- Karczképek (1876, Pešť), studie života v Pešti.
- Auf der Schneider: Ein Geschichtenbuch (1884), povídky.
- Neues Geschichtenbuch (1885, Nová kniha povídek).
- Almanaccando: Bilder aus Italián (1888), obrázky z Itálie.
- Buch der Laune: Neue Geschichten (1889), povídky.
- Regenbogen: Sieben heitere Geschichten (1892, Duha), sedm veselých příběhů.
- Zerline Gabillon: Ein Künstlerleben (1894), kniha o životě rakouské herečky Zerline Gabillon (1834–1892).
- Wilhelm Junker: Lebensbild eines Afrikaforschers (1896), kniha o rusko-německém cestovateli po Africe Wilhelmovi Junkerovi (1840–1892).
- Victor Tilgners ausgewählte Werke (1897), kniha o rakouském sochaři a malíři Victorovi Tilgnerovi (1844–1896).
- Josef M. Olbrich (1899), kniha o rakouském architektovi Josefovi Maria Olbrichovi (1867–1908).
- Ewige Stadt, ewiges Land: Frohe Fahrt in Italien (1903, Věčné město, věčná země), cestopis z Itálie.
- 8 Jahre Secession (1906, Osm let secese), odborná publikace o secesních malířích.
- Ludwig Speidel: Eine literarisch-biographische Würdigung (1910), kniha o životě předního německého hudebního a literárního kritika Ludwiga Speidela (1830–1906).
- Rudolf von Alt: Sein Leben und sein Werk (1911), posmrtně vydání kniha o životě rakouského malíře Rudolfa von Alta (1812–1905).

## Česká vydání
- Dobrodružství Andráse Jelkyho, Albatros, Praha 1985, z maďarského originálu převyprávěného Jánosem Cziborem přeložil Jan Lichtenstein.